# Beronia micevi
Beronia micevi es una especie de escarabajo del género Beronia, familia Leiodidae. Fue descrita por Guéorguiev, VB en 1960.

## Distribución
Se encuentra en Bulgaria.